# Bloodline Records
Bloodline Records – hip-hopowa wytwórnia założona przez amerykańskiego rapera, Earla Simmonsa, znanego jako DMX. Dystrybucją Bloodline było Def Jam, ale od kiedy DMX opuścił Def Jam poszukują nowego dystrybutora.

## Członkowie

### Artyści
- DMX
- Jinx
- Janyce
- BZR Royale

### Producenci
- Lot Musik
- Dame Grease
- Devine Bars
- PK (P. Killer Trackz)

## Byli członkowie
- Yung Berg
- Loose Cannon
- Kashmir
- Big Stan

Iceberg (znany jako Yung Berg) opuścił Bloodline późno w 2001 na żądanie jego rodziców. Loose Cannon odszedł wcześnie w 2004. Spowodowała to kłótnia z DMX-em, który sprzedał swój tekst Loose’owi (do „What You Don’t Expect”), a potem użył go ponownie w „Where the Hood At”. Loose zdissował DMX-a w utworze „Craddle to My Grave”. DMX jednak mu nie odpowiedział.
W 2006 Kashmir (teraz znana po prostu jako Kash) opuściła wytwórnię, żeby zacząć solową karierę. Big Stan opuścił wytwórnię gdzieś na przełomie lat 2006/2007, aby pracować dla swej własnej wytwórni, Live Young Die Rich Entertainment.

## Dyskografia

### Bloodline
- „Here We Go Again (The Mixtape)” (2005)
- „We in Here (Official Ruff Ryders Mixtape)” (2006)

### Poszczególni wykonawcy
DMX
- It's Dark and Hell Is Hot (1998)
- Flesh of My Flesh, Blood of My Blood (1998)
- ...And Then There Was X (1999)
- The Great Depression (2001)
- Grand Champ (2003)
- Year of the Dog...Again (2006)
- The Definition of X: The Pick of the Litter (Greatest Hits) (2007)
- Walk With Me Now and You'll Fly With Me Later (2008)

Dame Grease
- Live on Lenox (2000)
- Gangsta Breed (2006)